# Kľak (přítok Hronu)
Kľak nebo Kľakovský potok je vodní tok na Středním Pohroní, na území okresu Žarnovica. Je to pravostranný přítok Hronu s délkou 21,5 km, je vodním tokem III. řádu.

## Průběh toku
Pramení v pohoří Vtáčnik, pod hlavním hřebenem, v podcelku Nízky Vtáčnik, v části Vígľaš, na jihovýchodním úpatí Zadného Kľaku (1195,4 m n. m.), v nadmořské výšce kolem 920 m n. m. Zpočátku teče jihovýchodním směrem přes Boháčovu dolinu a vstupuje do malé odlesněné Ostrogrúnské kotliny. Protéká obcí Kľak, za ní přibírá zprava Vicianov potok, následně pravostranný Mackov potok a levostranný Megov potok. Dále protéká obcí Ostrý Grúň a mění směr toku na jih. Opouští kotlinu, opět protéká zalesněným územím, zleva přibírá Pokutský potok a vstupuje do Župkovské brázdy. Zde rozšiřuje své koryto, protéká obcí Hrabičov, na jejímž území přibírá čtyři přítoky a pokračuje kopaničářským územím obce Župkov. U Dolného Župkova přibírá z pravé strany Župkovský potok a postupně se stáčí na jihovýchod až východ. Následně přibírá zprava Píľanský potok, protéká přes Horné Hámre, přibírá přítok z doliny Zbojno zleva a vtéká do katastrálního území města Žarnovica. Protéká okrajem části Žarnovická Huta a následně i městem Žarnovica. Vstupuje do jižního výběžku Žiarské kotliny, do části Žarnovické podolie, teče centrem města, stáčí se na východ a za městem ústí v nadmořské výšce 213,8 m n. m. do Hronu.